# 뉴욕, 아이 러브 유
《뉴욕, 아이 러브 유》(영어: New York, I Love You)는 2009년 개봉한 미국의 로맨틱 코미디 옴니버스 영화로 11편의 단편 영화가 각각 다른 감독으로 구성되었다. 단편 영화는 모두 사랑의 대상과 어떤 식으로든 관련이 있으며 뉴욕 시의 5개 버러 중 하나이다. 이 영화는 2006년 영화 "사랑해, 파리"와 같은 형식을 가진 속편 작품으로, 엠마뉴엘 벤비히가 제작하여 제작한 러브프랜차이즈 시티즈의 두 번째 영화이다. 이 영화의 앙상블 캐스트로는 브래들리 쿠퍼, 샤이아 라보프, 내털리 포트먼, 안톤 옐친, 헤이든 크리스텐슨, 올랜도 블룸, 이르판 칸, 레이첼 빌슨, 크리스 쿠퍼, 앤디 가르시아, 크리스티나 리치, 존 허트, 클로리스 리치먼, 로빈 라이트, 줄리 크리스티, 매기 큐, 에단 호크, 제임스 칸, 서기와 엘리 웰라치가 출연한다.
이 영화는 2008년 9월 토론토 국제 영화제에서 초연 되었고, 2009년 10월 미국에서 개봉되었다.

## 출연
| Segment     | 감독            | 배우 |
| ----------- | --------------- | --- |
| 1           | 장원            | 헤이든 크리스텐슨 - 벤 역 앤디 가르시아 - 게리 역 레이첼 빌슨 - 몰리 역                                      |
| 2           | 미라 네어       | 내털리 포트먼 - 리프카 말론 역 이르판 칸 - 맨수크브하이 역                                                   |
| 3           | 이와이 슌지     | 올랜도 블룸 - 데이비드 쿨러 역 크리스티나 리치 - 카밀 역                                                     |
| 4           | 이반 아탈       | 매기 큐 - 재니스 타일러 역 에단 호크 - 작가 역 크리스 쿠퍼 - 알렉스 역 로빈 라이트 - 안나 역                 |
| 5           | 브렛 래트너     | 안톤 옐친 - 소년 역 제임스 칸 - 리콜리 역 올리비아 썰비 - 여배우 역 블레이크 라이블리 - 가브리엘 디마르코 역 |
| 6           | 앨런 휴스       | 브래들리 쿠퍼 - 거스 역 드리아 드 마테오 - 리디아 역                                                         |
| 7           | 셰카르 카푸르   | 줄리 크리스티 - 이사벨 역 존 허트 - 벨홉 역 샤이아 라보프 - 제이콥 역                                        |
| 8           | 내털리 포트먼   | 테일러 기어 - 테야 역 칼로스 아스코타 - 단테 역 재신다 바렛 - 매기 역                                        |
| 9           | 파티흐 아킨     | Uğur Yücel - 화가 역 서기 - 중국 약초상 역 버트 영 - 집주인 역                                               |
| 10          | 조슈아 마스턴   | 엘리 웰라치 - 에이브 역 클로리스 리치먼 - 미치 역                                                            |
| transitions | 랜들 볼즈마이어 | 에밀리 오아나 - 조, 영상 예술가 역 에바 아무리 - 사라 역 저스틴 바사 - 저스틴 역                             |

## 한국판 성우진(KBS)
- 신성호 - 게리(앤디 가르시아) / 알렉스(크리스 쿠퍼)
- 구자형 - 거스(브래들리 쿠퍼) / 작업남(이선 호크)
- 소연 - 리프카(내털리 포트먼) / 라디아(드레이 더 머테이오)
- 김준 - 만수크라이(이르판 칸) / 화가(유고 위셀)
- 정훈석 - 데이비드(올랜도 블룸) / 남자(저스틴 바사) / 택시 기사
- 박지윤 - 카밀(크리스티나 리치) / 몰리(레이철 빌슨) / 여자 아이(테일러 기어) / 중국인 여자(서기)
- 조진숙 - 작업녀(매기 큐)
- 윤병화 - 리콜리(제임스 칸)/ 호텔 직원(존 허트) / 집 수리원(버트 영)
- 남도형 - 소년(안톤 옐친) / 남자(카를로스 아코스타)
- 전지원 - 소녀(올리비아 설비) / 여자(에바 아무리)
- 손정아 - 이사벨(줄리 크리스티) / 안나(로빈 라이트 펜)
- 장민혁 - 제이콥(샤이아 러버프) / 벤(헤이든 크리스텐슨) / 가계 주인
- 황원 - 에이브(일라이 월릭)
- 임수아 - 미치(클로리스 리치먼)